# Paratrechina nuggeti
Paratrechina nuggeti är en myrart som beskrevs av Horace Donisthorpe 1941. Paratrechina nuggeti ingår i släktet Paratrechina och familjen myror. Inga underarter finns listade i Catalogue of Life.